# Young Person's Guide to History
Young Person's Guide to History è un programma televisivo statunitense del 2008, creato da Craig Lewis, Peter Girardi e Hugh Davidson, sceneggiato da quest'ultimi assieme a Jason Jordan e prodotto da Funny Garbage.
Lo speciale televisivo, suddiviso in due parti, vede come protagonisti la maggior parte degli attori e del team creativo. Originariamente doveva essere intitolato Thomas Jefferson American Phantasm.
Il programma è stato trasmesso per la prima volta negli Stati Uniti su Adult Swim il 27 ottobre e il 3 novembre 2008.
Il 4 novembre 2008, Young Person's Guide to History è stato trasmesso per intero, in onore della notte delle elezioni. All'inizio lo speciale doveva comprendere tre parti, tuttavia è stato modificato e tagliato in due parti.

## Trama
Young Person's Guide to History racconta ironicamente gli eventi storici che hanno portato alla creazione dell'America, come la scrittura della Dichiarazione di Indipendenza e la scelta dello Stemma degli Stati Uniti d'America, utilizzando elementi fantasiosi e anacronistici moderni.

## Cast
| Nome                  | Personaggio       |
| --------------------- | ----------------- |
| Hugh Davidson         | Thomas Jefferson  |
| Dana Snyder           | Benjamin Franklin |
| Gary Anthony Williams | Paul Revere       |
| Will Forte            | Conte di Buffon   |
| Steve Little          | Aaron Burr        |
| Tim Heidecker         | Esattori          |
| Eric Wareheim         | Esattori          |
| Anne Sertich          | Infermiera        |

## Produzione
Young Person's Guide to History è una derivazione/spin-off dell'episodio Poor Clancy's Almanack di Saul of the Mole Men.
Un riferimento a quest'ultima serie viene fatto quando la canzone Moustache Ride viene riprodotta nella macchina di Jefferson durante la prima parte del programma.
Young Person's Guide to History è stato originariamente prodotto in tre parti, tuttavia è stata modificato e suddiviso in due parti, e in precedenza si sarebbe dovuto intitolare Thomas Jefferson American Phantasm.